# Campo di lavoro di München-Giesing
Il campo di lavoro di München-Giesing, satellite del campo di concentramento di Dachau, è meglio noto come Agfa-Commando (in tedesco Agfa Kamerawerke). Nell'ottobre 1944 ospitava circa 500 donne sfruttate come lavoratrici schiave nella fabbrica di macchine fotografiche Agfa (parte del gruppo IG Farben) a München-Giesing.
Le operaie assemblavano i dispositivi di accensione per bombe, munizioni per artiglieria, razzi V-1 e V-2, ma coglievano ogni occasione per sabotare la produzione. Nel gennaio 1945, a causa della mancanza di cibo, proclamarono uno sciopero, un'azione mai vista prima in un campo di concentramento. La produzione terminò il 23 aprile 1945 e le donne marciarono verso Wolfratshausen, dove il loro comandante si arrese alle truppe americane che avanzavano.

## Creazione dei sottocampi
Dachau fu il primo campo di concentramento costruito per ordine del Reichsführer-SS Himmler. Esisteva già nel 1933 e si sviluppò come prototipo per i campi di concentramento successivi, come ad esempio Buchenwaldcostruito nel 1937. Con l'inizio della guerra le SS cominciarono ad impiegare sempre più spesso i prigionieri dei campi di concentramento nelle fabbriche di armamenti. Per questi gruppi di lavoratori si diede vita a una rete di sottocampi in tutta la Germania. A volte i prigionieri pernottavano in vari alloggi di fortuna; in altri casi le SS fecero costruire agli stessi detenuti dei veri e propri campi con torri di guardia e recinzioni: molti di questi sottocampi, definiti come KZ-Außenlager, erano strutturati in modo simile ai campi di concentramento principali, con comandanti appartenenti alle SS (in tedesco SS-Lagerführer) e funzionari designati tra prigionieri, come l'"anziano del campo" (in tedesco Lagerältester) o l'"anziano del blocco" (in tedesco Blockältester).
Tra il 1927 e il 1945 l'Agfa fu il principale produttore di apparecchiature fotografiche e di materiale fotografico in Germania. Dal 1941 lavorò esclusivamente per la Wehrmacht, impiegando un numero sempre crescente di prigionieri provenienti da Dachau. Molto probabilmente, nei primi anni a fine giornata essi rientravano nel campo principale; il sottocampo di München-Giesing, dove gli operai assemblavano i dispositivi di cronometraggio, fu istituito solo nel settembre 1944 e il comandante del campo entrò in funzione il 12 settembre 1944.

## Prigioniere
Circa 500 detenute provenienti dall'Europa orientale e sudorientale, soprattutto dalla Polonia, arrivarono dal campo di concentramento di Ravensbrück il 13 settembre 1944. Non si sa molto delle donne polacche, se non che molte di loro furono catturate per rappresaglia dopo la rivolta del ghetto di Varsavia del 1943.
Ludwig Eiber cita una polacca quarantenne morta il 7 ottobre 1944. Nel dicembre 1944, dopo una festa di Natale, due di loro fuggirono vestite come Giuseppe e Maria con abiti presi in prestito. Secondo un resoconto non confermato di Leni Leuvenberg, venti donne polacche rimasero uccise nel bombardamento del 25 febbraio 1945. Nell'ottobre 1944, 250 prigioniere polacche furono riportati a Ravensbrück, in cambio di 193 donne olandesi, 10 provenienti dall'Europa occidentale e 50 dall'Europa orientale e sudorientale; tra queste ultime c'erano anche 21 prigioniere politiche slovene, per lo più partigiane comuniste. Le olandesi arrivarono il 15 ottobre 1944 da Ravensbrück, dove erano giunte a settembre dal campo di concentramento di Vught. La maggior parte di loro era stata attiva nella resistenza e aveva stretto legami già a Vught. Erano un gruppo coeso e solidale; marciarono cantando verso i carri bestiame a Vught e camminarono cantando verso il campo di concentramento di Ravensbrück.
Delle 193 donne olandesi, solo due morirono prima della fine della guerra, a differenza delle loro compatriote rimaste a Ravensbrück: ben un terzo di loro non sopravvisse.

## Vita nel campo
La maggior parte dei fatti accaduti è stata raccolta dalle memorie scritte e dalle testimonianze orali delle sopravvissute olandesi.
Ella Lingens trascorse alcuni mesi come medico-prigioniero nel dispensario del campo, a partire dal dicembre 1944. Nel suo libro Gefangene der Angst, pubblicato nel 2003, critica le prigioniere olandesi e le definisce ingenue; le sue opinioni sono diventate una questione spinosa sorta con gli ex prigionieri olandesi nelle lunghe cause di risarcimento contro la IG Farben. La prigioniera francese Marie Bartette pubblicò le sue memorie nel Journal d'Arcachon nel 1946-1947. Nel maggio 2015 le vicissitudini di alcuni prigionieri politici olandesi di Dachau furono pubblicate nel libro Geen nummers maar namen, che contiene i contributi di Renny van Ommen-de Vries, Kiky Heinsius e Loes Bueninck.
Le donne erano sistemate in un condominio a München-Giesing, bombardato già prima del completamento. Il complesso era circondato da un'alta recinzione di filo spinato con torri di guardia ai quattro angoli. Nel cortile centrale dell'edificio, a forma di U, si trovava una mensa realizzata in legno. Si dormivano in sei-sette per stanza, di dimensioni esigue; la sveglia era alle 05:00. Dopo iI conteggio e la marcia verso la fabbrica Agfa silavorava per tornare al sottocampo alle 17:00.
Le assemblee religiose che si tenevano a Vught continuarono in segreto a Dachau. Una delle prigioniere olandesi, la Blockälteste Rennie van Ommen-de Vries, ricorda nella sua biografia la forza ottenuta in questi incontri. Poiché le donne non erano sorvegliate nelle loro stanze, tenevano funzioni religiose regolari e tradussero alcune parti dell'Antico Testamento prese da una Bibbia tedesca prestata loro da un operaio.
Nel settembre 1944 Kurt Konrad Stirnweis, tenente delle Waffen-SS e veterano della prima guerra mondiale, fu trasferito da una postazione di artiglieria vicino a Frisinga al campo principale di Dachau, dopodiché fu posto a capo del campo Agfa.

## Lo sciopero
Nel gennaio 1945 i 23 km di strada di collegamento con il campo principale di Dachau diventarono impraticabili a causa dei bombardamenti degli Alleati. Fu quindi la direzione del campo a dover provvedere ai pasi. La zuppa peggiorava di giorno in giorno, e quasi tutte le donne ebbero problemi di digestione e complicazioni dovute alla denutrizione. Le malattie dilagavano: ci furono epidemie di febbre tifoidea, scarlattina e tubercolosi. Le condizioni del campo principale non erano comunque migliori; con l'avvicinarsi della fine della guerra, Dachau divenne sempre più sovraffollato con l'arrivo degli evacuati dagli altri campi di concentramento. Di conseguenza, il trasferimento dal sottocampo Agfa al campo principale diventò quasi una condanna a morte.
Quando i responsabili del campo iniziarono ad annacquare la zuppa, cercando allo stesso tempo di aumentare le quote di produzione, le olandesi decisero di far valere i loro diritti e incrociarono le braccia. Le donne slovene si unirono alla protesta. Non si poteva lavorare in quelle condizioni, con una dieta da fame e sotto i continui bombardamenti. Nei campi di concentramento gli scioperi non erano ammessi, quindi questo atto di insubordinazione avrebbe portato a punizioni severe. Il capo della Gestapo Willy Bach arrivò dal quartier generale di Dachau e cercò di trovare le istigatrici, ma nessuna si fece avanti. Alla fine Mary Vaders, arrivata da Ravensbrück il 15 ottobre 1944, fu scelta a caso e messa in isolamento nella cella del bunker di Dachau per sette settimane. Tornò malconcia ma senza conseguenze. Le altre donne olandesi e slovene furono punite facendole rimanere per ore in piedi in formazione nel cortile.

## La liberazione
Con l'avvicinarsi della fine della guerra e l'inizio dell'accerchiamento della regione da parte degli statunitensi, la produzione della fabbrica cessò il 23 aprile 1945. I bombardamenti degli alleati e la loro avanzata avevano interrotto le forniture di materie prime e la distribuzione dei prodotti. Il comandante del campo Kurt Konrad Stirnweis ricevette l'ordine di evacuare le prigioniere e di marciare in direzione sud. Per il viaggio alle donne fu data una piccola salsiccia e un pezzo di pane, con la solita ciotola di zuppa della cena del giorno prima. Contro gli ordini dei suoi superiori, Stirnweis fermò la marcia il 28 aprile appena fuori dalla città di Wolfratshausen e convinse un contadino di nome Walser a ospitare le 500 prigioniere rimaste nel suo fienile. Nonostante l'intimazione, non riprese la marcia, ma lasciò che si riposassero sul posto fino all'avvicinarsi delle truppe statunitensi.
Il 1º maggio 1945 Stirnweis si arrese al 12º reggimento della 4ª divisione di fanteria statunitense e chiese la protezione delle prigioniere. Dopo circa una settimana di permanenza nella fattoria, nutrite dai generosi coniugi Walser, le donne furono trasferite nel campo di lavoro abbandonato di Föhrenwald e poi rimpatriate dalla Croce Rossa.

### Processo al comandante del campo
Inizialmente, sulla base di prove sommarie, Stirnweis fu accusato di aver partecipato alle crudeltà contro i prigionieri di guerra e civili e fu condannato a due anni di lavori forzati dopo la guerra. Le testimonianze di molte donne non fornirono alcuna prova di atrocità commesse nel campo di lavoro. Le ex prigioniere descrissero il tenente Stirnweis come un uomo ragionevole, e la condanna fu revocata.
Il suo vice, un lettone di 29 anni di nome Alexander Djerin, fu condannato a sei anni di reclusione per il trattamento crudele. Sebbene negli atti del processo non vi sia alcun accenno al fatto che il sergente Djerin avesse maltrattato le donne, fu condannato per il maltrattamento dei prigionieri a Dachau.

## La stampa di guerra statunitense a Dachau
Nell'aprile 1945 un gruppo di ventidue corrispondenti di guerra fu alloggiato in una villa sul fiume Isar a Grünwald. Poco prima che le prigioniere venissero trasferite dalla fattoria Walser a Föhrenwald, due uomini vennero a cercare delle donne per farsi aiutare in cucina: Rennie van Ommen-de Vries e Nel Niemantsverdriet accettarono l'offerta.
La maggior parte degli inviati era arrivata dal Nord Africa attraverso l'Italia, come il corrispondente di guerra Ernie Pyle e il vignettista Bill Mauldin. Il loro compito era quello di documentare le atrocità avvenute a Dachau e di accompagnare le autorità del governo e alcuni dirigenti di Hollywood, tra cui il regista William Wyler.
La stampa era sotto il comando del colonnello Max Boyd e del maggiore (poi tenente colonnello) Jay R. Vessels, ufficiale delle relazioni pubbliche dell'Air Corps. Claude Farmer era l'autista e Don Jordan il cuoco. Tra i giornalisti c'erano il figlio di Sholem Asch Nathan Asch, il giornalista dell'AP che lavorava al Seattle Times Harry Cowe, Charley Green, Art Everett e Paul Zimmer.

## Prigioniere note
| Immagine | Nome                 | Date                                                                            | N° Prigioniero | Nazionalità | Note |
| -------- | -------------------- | ------------------------------------------------------------------------------- | -------------- | ----------- | --- |
|          | Marie Bartette       | 10 settembre 1893 (Albi, nel Tarn) - 27 novembre 1961 (Saint-Séverin, Charente) | 123286         | Francese    | Appartenente alla resistenza francese. |
|          | Joukje Grandia-Smits | 17 aprile 1917 (Rotterdam) - 17 maggio 1985 (Rotterdam)                         | 123135         | Olandese    | Arrivata da Ravensbrück. Fu una delle donne olandesi più decorate tra le sopravvissute della Resistenza. Lei e Rennie van Ommen-de Vries dicevano spesso l'omelia durante le funzioni domenicali. Ha ricevuto, tra gli altri riconoscimenti, la Medaglia di Guerra del generale Dwight D. Eisenhower |
|          | Simone Guilissen-Hoa | 7 marzo 1916 (Pechino) - 30 maggio 1996 (Bruxelles)                             | 123281         | Belga       | Arrivata il 13 ottobre 1944 da Ravensbrück insieme ai prigionieri olandesi. Nel dopoguerra divenne un importante architetto di fama europea. L'Archivio Internazionale delle Donne in Architettura del Virginia Tech conserva una raccolta di fotografie delle sue opere.                            |
|          | Suzy van Hall        | 28 aprile 1907 (L'Aia) - 9 luglio 1978 (Saint-Cybranet)                         | 123257         | Olandese    | Nota ballerina e compagna del membro della Resistenza Gerrit van der Veen. |
|          | Kiki Heinsius        | 12 aprile 1921 (Amsterdam) - 27 dicembre 1990 (Amsterdam)                       | 123202         | Olandese    | Aiutò attivamente uomini e donne olandesi a sfuggire alle persecuzioni naziste. Fu riconosciuta da Yad Vashem come Giusta tra le nazioni e ricevette il Verzetsherdenkingskruis (Croce commemorativa della Resistenza) dal governo olandese.                                                         |
|          | Ella Lingens         | 18 novembre 1908 (Vienna) - 30 dicembre 2002 (Vienna)                           |                | Austriaca   | Medico ad Auschwitz come prigioniera politica, trascorse diversi mesi nel campo. |
|          | Ada van Keulen       | 13 gennaio 1920 (Aalsmeer) - 25 dicembre 2010 (Laren, Olanda settentrionale)    |                | Olandese    | Lavorò per la Resistenza olandese e fu tradita e arrestata nel 1944. Dopo la guerra fece l'insegnante a Hilversum. |